# Suezichthys russelli
 Suezichthys russelli és una espècie de peix de la família dels làbrids i de l'ordre dels perciformes.

## Morfologia
Els mascles poden assolir els 7,5 cm de longitud total.

## Distribució geogràfica
Es troba al Mar Roig i a l'oceà Índic.